# 調整
| ウィキペディアには「調整」という見出しの百科事典記事はありません（タイトルに「調整」を含むページの一覧/「調整」で始まるページの一覧）。 代わりにウィクショナリーのページ「調整」が役に立つかもしれません。 |